# Kjetil-Vidar Haraldstad

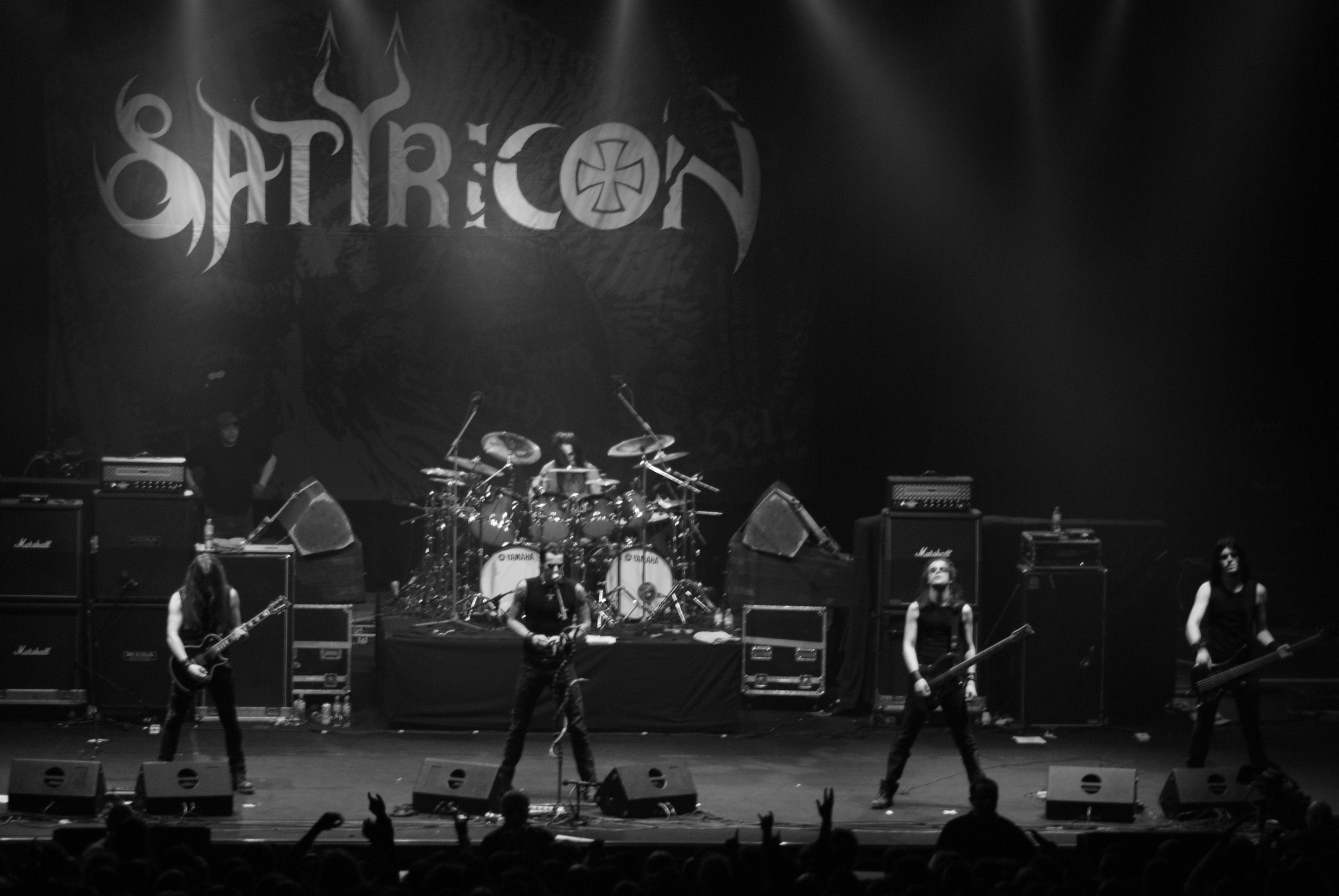
Frost med Satyricon på Metalmania 2008

Frost, egentligen Kjetil-Vidar Haraldstad, född 28 juni 1973 i Øyer, Oppland, är trummis i de norska black metal-banden Satyricon och 1349. Han har tidigare även spelat i Gorgoroth, Keep of Kalessin och Zyklon-B. Frost var först tillfällig medlem i Satyricon inför inspelningen av demon "The Forest is My Throne" 1993, för att sedan återkomma som fullvärdig medlem. Sedan 2000 är han även trummis i bandet 1349.

## Diskografi

### Med Satyricon
Studioalbum
- Dark Medieval Times – (1993)
- The Shadowthrone – (1994)
- Nemesis Divina – (1996)
- Rebel Extravaganza – (1999)
- Volcano – (2002)
- Now, Diabolical – (2006)
- The Age of Nero – (2008)

EP
- Megiddo – (1997)
- Intermezzo II – (1999)
- My Skin is Cold – (2008)

Singlar
- "Fuel For Hatred" – (2002) (promo)
- "The Pentagram Burns" – (2006) (promo)
- "K.I.N.G." – (2006)
- Black Crow on a Tombstone" – (2008)

Samarbeten
- The Forest Is My Throne / Yggdrassil (delad CD med Enslaved) – (1995)
- The Box Set (3 LP:s) – (1998)
- Ten Horns - Ten Diadems – (2002)

Demo
- The Forest Is My Throne – (1993)

Videografi
- Mother North (VHS) – (1996)
- Roadkill Extravaganza (VHS/DVD) – (2001)
- Fuel For Hatred (Video) – (2002)
- Armageddon Over Wacken Live: Satyricon & Darkthrone & Mayhem (2 DVD) – (2004)
- K.I.N.G. (Video) – (2006)
- The Pentagram Burns (Video) – (2006)

### Med Gorgoroth
Studioalbum
- Pentagram – (1994)
- Antichrist – (1996)

### Med 1349
Studioalbum
- Liberation (CD/LP) – (2003)
- Beyond the Apocalypse (CD/LP) – (2004)
- Hellfire (CD/LP) – (2005)

EP
- 1349 – (2001)

Bootleg
- With Full Force – (2003)

### Med Keep of Kalessin
- Reclaim (EP) - (2003)